# Литва на летних Олимпийских играх 2024

## Квалификация
| № п/п | Вид спорта                  | Мужчины        | Мужчины                | Женщины        | Женщины                | Всего          | Всего                  |
| № п/п | Вид спорта                  | Завоевано квот | Количество спортсменов | Завоевано квот | Количество спортсменов | Завоевано квот | Количество спортсменов |
| ----- | --------------------------- | -------------- | ---------------------- | -------------- | ---------------------- | -------------- | ---------------------- |
| 1     | Академическая гребля        | 2              | 3                      | 3              | 5                      | 5              | 8                      |
| 2     | Баскетбол 3×3               | 1              | 4                      |                |                        | 1              | 4                      |
| 3     | Борьба                      | 2              | 2                      | 1              | 1                      | 3              | 3                      |
| 4     | Брейкинг                    |                |                        | 1              | 1                      | 1              | 1                      |
| 5     | Велоспорт                   | 2              | 1                      | 2              | 2                      | 4              | 3                      |
| 6     | Волейбол                    |                |                        | 1              | 1                      | 2              | 2                      |
| 7     | Спортивная гимнастика       | 1              | 1                      |                |                        | 1              | 1                      |
| 8     | Гребля на байдарках и каноэ | 3              | 5                      |                |                        | 3              | 5                      |
| 9     | Конный спорт                | 1              | 1                      | 1              | 1                      | 2              | 2                      |
| 10    | Лёгкая атлетика             | 4              | 4                      | 7              | 7                      | 11             | 11                     |
| 11    | Парусный спорт              | 1              | 1                      | 1              | 1                      | 2              | 2                      |
| 12    | Плавание                    | 6              | 5                      | 3              | 2                      | 9              | 7                      |
| 13    | Современное пятиборье       |                |                        | 2              | 2                      | 2              | 2                      |
|       | ИТОГО                       | 23             | 27                     | 22             | 24                     | 45             | 51                     |

## Медалисты
| Медаль | Спортсмен                                                           | Вид спорта           | Дисциплина              |
| ------ | ------------------------------------------------------------------- | -------------------- | ----------------------- |
| 2      | Миколас Алекна                                                      | Лёгкая атлетика      | Метание диска (мужчины) |
| 2      | Доминика Баневич                                                    | Брейкинг             | Би-гёрлз                |
| 3      | Виктория Сенкуте                                                    | Академическая гребля | Одиночки (женщины)      |
| 3      | Эвалдас Джяугис Гинтаутас Матулис Аурелиюс Пукелис Шарунас Вингелис | Баскетбол            | 3×3 (мужчины)           |

## Состав команды
Академическая гребля
1. Гедрюс Беляускас[англ.]
2. Довидас Станкунас[англ.]
3. Домантас Станкунас[англ.]
4. Ева Адомавичюте
5. Доната Каралене
6. Камиле Краликайте[англ.]
7. Довиле Римкуте[англ.]
8. Виктория Сенкуте

 Баскетбол 3×3
1. Эвалдас Джяугис[англ.]
2. Гинтаутас Матулис[англ.]
3. Аурелиюс Пукелис[англ.]
4. Шарунас Вингелис[англ.]

 Борьба
Греко-римская борьба
1. Миндаугас Венцкайтис
2. Мантас Книстаутас
3. Габия Дилите

 Брейкинг
1. Доминика Баневич

Велоспорт
 Шоссейный велоспорт
1. Раса Лелейвите[англ.]

 Трековый велоспорт
1. Василий Лендель[англ.]
2. Оливия Балейшите[англ.]

Волейбол
 Пляжный волейбол
1. Моника Пауликене[англ.]
2. Айне Раупелите[англ.]

Гимнастика
 Спортивная гимнастика
1. Роберт Творогал[англ.]

Гребля на байдарках и каноэ
 Гребля на гладкой воде
1. Миндаугас Малдонис[англ.]
2. Симонас Малдонис[англ.]
3. Игнас Навакаускас
4. Андрей Олийник
5. Артурас Сея

 Конный спорт
1. Андрюс Петровас[англ.]
2. Юстина Ванагайте[англ.]

 Лёгкая атлетика
1. Мартинас Алекна[англ.]
2. Миколас Алекна
3. Андрюс Гуджюс
4. Эдис Матусевичюс[англ.]
5. Габия Галвидите[англ.]
6. Ева Гумбс[англ.]
7. Диана Загайнова[англ.]
8. Довиле Килти
9. Модеста Мораускайте[англ.]
10. Айрине Пальшите
11. Ливета Ясюнайте[англ.]

 Парусный спорт
1. Ритис Ясюнас[англ.]
2. Виктория Андрулите[англ.]

 Плавание
1. Томас Лукминас[англ.]
2. Томас Навиконис[англ.]
3. Данас Рапшис
4. Алексас Савицкас[англ.]
5. Андрюс Шидлаускас
6. Рута Мейлутите
7. Котрина Тетеревкова[англ.]

 Современное пятиборье
1. Лаура Асадаускайте
2. Гинтаре Венчкаускайте[англ.]

## Академическая гребля
Литва завоевала четыре квоты на участие в соревнованиях по академической гребле на Чемпионате мира по академической гребле 2023 года в Белграде, Сербия и одну квоту на Финальной квалификационной регате 2024 года в Люцерне, Швейцария.
Мужчины
| Спортсмен                            | Дисциплина | Заезд   | Заезд    | Утеш. заезд    | Утеш. заезд    | Четвертьфиналы | Четвертьфиналы | Полуфиналы | Полуфиналы | Финалы  | Финалы |
| Спортсмен                            | Дисциплина | Время   | Место    | Время          | Место          | Время          | Место          | Время      | Место      | Время   | Место  |
| ------------------------------------ | ---------- | ------- | -------- | -------------- | -------------- | -------------- | -------------- | ---------- | ---------- | ------- | ------ |
| Гедрюс Беляускас                     | Одиночки   | 7:00.96 | 3 QF     | Не участвовал  | Не участвовал  | 6:51.80        | 2 Q SA/B       | 7:09.29    | 6 Q FB     | 6:56.39 | 10     |
| Довидас Станкунас Домантас Станкунас | Двойки     | 6:44.59 | 3 Q SA/B | Не участвовали | Не участвовали | Не проводится  | Не проводится  | 6:43.60    | 5 Q FB     | 6:25.94 | 8      |

Женщины
| Спортсмен                         | Дисциплина    | Заезд   | Заезд    | Утеш. заезд    | Утеш. заезд    | Четвертьфиналы        | Четвертьфиналы        | Полуфиналы            | Полуфиналы            | Финалы                | Финалы |
| Спортсмен                         | Дисциплина    | Время   | Место    | Время          | Место          | Время                 | Место                 | Время                 | Место                 | Время                 | Место  |
| --------------------------------- | ------------- | ------- | -------- | -------------- | -------------- | --------------------- | --------------------- | --------------------- | --------------------- | --------------------- | ------ |
| Виктория Сенкуте                  | Одиночки      | 7:30.01 | 1 QF     | Не участвовала | Не участвовала | 7:33.35               | 1 Q SA/B              | 7:19.15               | 2 Q FA                | 7:20.85               | 3      |
| Довиле Римкуте Доната Каралене    | Двойки парные | 6:59.62 | 4 Q R    | 7:15.00        | 4              | Завершили выступления | Завершили выступления | Завершили выступления | Завершили выступления | Завершили выступления | 13     |
| Ева Адомавичюте Камиле Краликайте | Двойки        | 7:22.53 | 2 Q SA/B | Не участвовали | Не участвовали | Не проводится         | Не проводится         | 7:19.27               | 3 Q FA                | 7:05.34               | 5      |

Легенда: FA=Финал А (медали); FB=Финал В; FC=Финал С; FD=Финал D; FE=Финал E; FF=Финал F; SA/B=Полуфиналы A/B; SC/D=Полуфиналы C/D; SE/F=Полуфиналы E/F; QF=Четвертьфиналы; R=Утешительные заезды

## Баскетбол 3×3
Мужская сборная Литвы по баскетболу 3х3 завоевала право выступить в олимпийском турнире, войдя в число трех лучших команд на Олимпийском квалификационном турнире 2024 года в Дебрецене, Венгрия.
| Команда | Категория      | Группы        | Группы        | Группы        | Группы        | Группы        | Группы           | Группы        | Группы | Четвертьфиналы | Полуфиналы      | За 3 место    | За 3 место |
| Команда | Категория      | Соперник Счет | Соперник Счет | Соперник Счет | Соперник Счет | Соперник Счет | Соперник Счет    | Соперник Счет | Место  | Соперник Счет  | Соперник Счет   | Соперник Счет | Место      |
| ------- | -------------- | ------------- | ------------- | ------------- | ------------- | ------------- | ---------------- | ------------- | ------ | -------------- | --------------- | ------------- | ---------- |
| Литва   | Мужской турнир | Латвия 14:21  | Франция 20:21 | Польша 21:12  | США 20:18     | Китай 21:16   | Нидерланды 18:19 | Сербия 20:18  | 3      | Польша 21:15   | Нидерланды 9:20 | Латвия 21:18  | 3          |

### Мужской турнир
Состав команды
- Команда из 4 игроков

## Борьба
Литва завоевала одно место в соревнования по греко-римской борьбе на Европейском квалификационном турнире 2024 года в Баку, Азербайджан.
Греко-римская борьба
| Спортсмен            | Категория         | 1/8 финала           | Четвертьфиналы       | Полуфиналы           | Утеш.поединки        | Финал / За 3 место   | Финал / За 3 место   |
| Спортсмен            | Категория         | Соперник Результат   | Соперник Результат   | Соперник Результат   | Соперник Результат   | Соперник Результат   | Место                |
| -------------------- | ----------------- | -------------------- | -------------------- | -------------------- | -------------------- | -------------------- | -------------------- |
| Миндаугас Венцкайтис | Мужчины до 97 кг  | Узур Джузупбеков 1:5 | Завершил выступления | Завершил выступления | Завершил выступления | Завершил выступления | Завершил выступления |
| Мантас Книстаутас    | Мужчины до 130 кг | Уссама Ассад 9:0     | Мэн Линчжэ 1:1       | Завершил выступления | Завершил выступления | Завершил выступления | Завершил выступления |

Вольная борьба
| Спортсмен    | Категория        | 1/8 финала          | Четвертьфиналы       | Полуфиналы            | Утеш.поединки         | Финал / За 3 место    | Финал / За 3 место    |                       |
| Спортсмен    | Категория        | Соперник Результат  | Соперник Результат   | Соперник Результат    | Соперник Результат    | Соперник Результат    | Место                 |                       |
| ------------ | ---------------- | ------------------- | -------------------- | --------------------- | --------------------- | --------------------- | --------------------- | --------------------- |
| Габия Дилите | Женщины до 50 кг | Алиссон Кардосо 6:0 | Юснейлис Гусман 0:10 | Завершила выступления | Завершила выступления | Завершила выступления | Завершила выступления | Завершила выступления |

## Брейкинг
Доминика Баневич завоевала место в олимпийском турнире девушек по брейкингу, победив на Чемпионате мира по брейкингу 2023 года в Лёвене, Бельгия.
| Спортсмен        | Ник   | Категория | Квалификация           | Квалификация          | Квалификация           | Квалификация | Квалификация | Четвертьфиналы       | Полуфиналы          | Финал                | Место |
| Спортсмен        | Ник   | Категория | Соперник Результат     | Соперник Результат    | Соперник Результат     | Баллы        | Место        | Соперник Результат   | Соперник Результат  | Соперник Результат   | Место |
| ---------------- | ----- | --------- | ---------------------- | --------------------- | ---------------------- | ------------ | ------------ | -------------------- | ------------------- | -------------------- | ----- |
| Доминика Баневич | Nicka | Би-гёрлз  | Сия Дембеле 11:7 (1:1) | Логан Эдра 13:5 (2:0) | Рэйчел Ганн 18:0 (2:0) | 42:12 (5:1)  | 1            | Цзэн Инин 26:1 (3:0) | Лю Цинъи 18:9 (2:1) | Ами Юаса 11:16 (0:3) | 2     |

## Велоспорт

### Шоссейные велогонки
Литва получила по рейтингу UCI одно место в женской групповой гонке на шоссе.
Женщины
| Спортсмен      | Дисциплина      | Время   | Место |
| -------------- | --------------- | ------- | ----- |
| Раса Лелейвите | Групповая гонка | 4:04:23 | 20    |

### Велотрек
Литва в соответствии с олимпийским рейтингом UCI завоевала одно место в женском омниуме и одно место в мужских спринтерских дисциплинах.
Спринт
| Спортсмен       | Дисциплина     | Квалификация                      | Квалификация | Раунд 1                                    | Утеш. 1                                                           | Раунд 2                               | Утеш 2                              | Раунд 3              | Утеш. 3              | Четвертьфиналы       | Полуфиналы           | Финал / За 3 место   | Финал / За 3 место   |
| Спортсмен       | Дисциплина     | Время Отставание Средняя скорость | Место        | Соперник Время Отставание Средняя скорость | Соперники Время Отставание Средняя скорость                       | Соперник Время                        | Соперник Время                      | Соперник Время       | Соперник Время       | Соперник Время       | Соперник Время       | Соперник Время       | Место                |
| --------------- | -------------- | --------------------------------- | ------------ | ------------------------------------------ | ----------------------------------------------------------------- | ------------------------------------- | ----------------------------------- | -------------------- | -------------------- | -------------------- | -------------------- | -------------------- | -------------------- |
| Василий Лендель | Мужчины спринт | 9.581 +0.493 75.149               | 16 Q         | Джеффри Хогланд 10.055 +0.122 72.486       | Мохаммед Шах Фирдаус Шахром Сэм Дейкин 9.824 -0.043 -0.794 73.290 | Мэттью Ричардсон 10.339 +0.862 75.973 | Хэмиш Тёрнбулл 10.111 +0.122 71.521 | Завершил выступления | Завершил выступления | Завершил выступления | Завершил выступления | Завершил выступления | Завершил выступления |

Кейрин
| Спортсмен       | Дисциплина     | Раунд 1 | Утеш. | Четвертьфиналы       | Полуфиналы           | Финал                |
| Спортсмен       | Дисциплина     | Место   | Место | Место                | Место                | Место                |
| --------------- | -------------- | ------- | ----- | -------------------- | -------------------- | -------------------- |
| Василий Лендель | Мужчины кейрин | 5 Q R   | 4     | Завершил выступления | Завершил выступления | Завершил выступления |

Омниум
| Спортсмен        | Дисциплина     | Скрэтч | Скрэтч | Темповая гонка | Темповая гонка | Гонка с выбыванием | Гонка с выбыванием | Гонка по очкам | Гонка по очкам | Всего | Всего |
| Спортсмен        | Дисциплина     | Очки   | Место  | Очки           | Место          | Очки               | Место              | Очки           | Место          | Очки  | Место |
| ---------------- | -------------- | ------ | ------ | -------------- | -------------- | ------------------ | ------------------ | -------------- | -------------- | ----- | ----- |
| Оливия Балейшите | Женщины омниум | 28     | 7      | 14             | 14             | 16                 | 13                 | 22             | 7              | 80    | 11    |

## Волейбол

### Пляжный волейбол
Женщины
| Спортсмены                      | Дисциплина | Предварительный раунд            | Предварительный раунд                        | Предварительный раунд                | Предварительный раунд | 1/16                  | Четвертьфинал         | Полуфинал             | Финал / Матч за 3-е место | Финал / Матч за 3-е место |
| Спортсмены                      | Дисциплина | Соперники Результат              | Соперники Результат                          | Соперники Результат                  | Место                 | Соперники Результат   | Соперники Результат   | Соперники Результат   | Соперники Результат       | Место                     |
| ------------------------------- | ---------- | -------------------------------- | -------------------------------------------- | ------------------------------------ | --------------------- | --------------------- | --------------------- | --------------------- | ------------------------- | ------------------------- |
| Моника Пауликене Айне Раупелите | Женщины    | Катя Стам Раиса Схон 19-21,17-21 | Каролина Сальгадо Барбара Сейшас 13-21,14-21 | Акико Хасегава Мики Исии 11-21, 5-21 | 4                     | Завершили выступления | Завершили выступления | Завершили выступления | Завершили выступления     | 19                        |

## Гимнастика спортивная
Литва получила одно место в мужском личном многоборье по результатам Серии этапов Кубка мира 2024 года.

### Мужчины
| Спортсмен       | Дисциплина        | Квалификация | Квалификация | Квалификация | Квалификация | Квалификация | Квалификация | Квалификация | Квалификация | Финал                | Финал                | Финал                | Финал                | Финал                | Финал                | Финал                | Финал                |
| Спортсмен       | Дисциплина        | Снаряды      | Снаряды      | Снаряды      | Снаряды      | Снаряды      | Снаряды      | Всего        | Место        | Снаряды              | Снаряды              | Снаряды              | Снаряды              | Снаряды              | Снаряды              | Всего                | Место                |
| Спортсмен       | Дисциплина        | В            | КН           | КО           | ОП           | ПБ           | П            | Всего        | Место        | В                    | КН                   | КО                   | ОП                   | ПБ                   | П                    | Всего                | Место                |
| --------------- | ----------------- | ------------ | ------------ | ------------ | ------------ | ------------ | ------------ | ------------ | ------------ | -------------------- | -------------------- | -------------------- | -------------------- | -------------------- | -------------------- | -------------------- | -------------------- |
| Роберт Творогал | Личное многоборье | —            | —            | —            | —            | 13.166       | 13.833       | —            | —            | Завершил выступления | Завершил выступления | Завершил выступления | Завершил выступления | Завершил выступления | Завершил выступления | Завершил выступления | Завершил выступления |

## Гребля на байдарках и каноэ

### Гладкая вода
Литва завоевала право выставить две лодки в соревнованиях по гребле на байдарках и каноэ на гладкой воде по результатам Чемпионата мира 2023 года в Дуйсбурге, Германия.
Мужчины
| Спортсмен                                                         | Дисциплина       | Заезды  | Заезды | Четвертьфиналы | Четвертьфиналы | Полуфиналы            | Полуфиналы            | Финалы                | Финалы |
| Спортсмен                                                         | Дисциплина       | Время   | Место  | Время          | Место          | Время                 | Место                 | Время                 | Место  |
| ----------------------------------------------------------------- | ---------------- | ------- | ------ | -------------- | -------------- | --------------------- | --------------------- | --------------------- | ------ |
| Андрей Олийник                                                    | Байдарка 1000 м  | 3:38.02 | 4 QF   | 3:36.72        | 4              | Завершил выступления  | Завершил выступления  | Завершил выступления  | 20     |
| Миндаугас Малдонис Андрей Олийник                                 | Байдарка-2 500 м | 1:31.27 | 4 QF   | 1:30.30        | 5              | Завершили выступления | Завершили выступления | Завершили выступления | 19     |
| Симонас Малдонис Миндаугас Малдонис Игнас Навакаускас Артурас Сея | Байдарка-4 500 м | 1:21.51 | 3 QF   | 1:21.09        | 6 SF           | 1:21.27               | 6 F                   | 1:21.13               | 5      |

## Конный спорт
Литва получила по одному месту в личных соревнованиях по выездке и троеборью в соответствии с олимпийским рейтингом FEI.

### Выездка
| Спортсмен        | Лошадь | Дисциплина    | Гран При | Гран При | Произвольный Гран При | Произвольный Гран При | Сумма  | Сумма |
| Спортсмен        | Лошадь | Дисциплина    | Баллы    | Место    | Техника               | Артистизм             | Баллы  | Место |
| ---------------- | ------ | ------------- | -------- | -------- | --------------------- | --------------------- | ------ | ----- |
| Юстина Ванагайте | Nabab  | Личный турнир | 69.208   | 6        | Завершила выступление | Завершила выступление | 69.208 | 38    |

### Конкур
| Спортсмен       | Лошадь   | Дисциплина    | Конкур                  | Конкур                  | Конкур                  | Конкур               | Конкур               | Конкур               |
| Спортсмен       | Лошадь   | Дисциплина    | Квалификация            | Квалификация            | Квалификация            | Финал                | Финал                | Финал                |
| Спортсмен       | Лошадь   | Дисциплина    | Штраф                   | Всего                   | Место                   | Штраф                | Всего                | Место                |
| --------------- | -------- | ------------- | ----------------------- | ----------------------- | ----------------------- | -------------------- | -------------------- | -------------------- |
| Андрюс Петровас | Linkolns | Личный конкур | Не закончил выступления | Не закончил выступления | Не закончил выступления | Завершил выступление | Завершил выступление | Завершил выступление |

## Лёгкая атлетика
Литовские легкоатлеты выполнили нормативы для участия в Играх 2024 года, пройдя прямую квалификацию или по мировому рейтингу, в следующих соревнованиях (максимум по 3 спортсмена в каждом):
Мужчины
Технические дисциплины
| Спортсмен        | Дисциплина    | Квалификация | Квалификация | Финал                | Финал                |
| Спортсмен        | Дисциплина    | Результат    | Место        | Результат            | Место                |
| ---------------- | ------------- | ------------ | ------------ | -------------------- | -------------------- |
| Мартинас Алекна  | Метание диска | 58.66        | 28           | Завершил выступление | Завершил выступление |
| Миколас Алекна   | Метание диска | 67.47        | 1 Q          | 69.97                | 2                    |
| Андрюс Гуджюс    | Метание диска | 64.07        | 10 Q         | 66.55                | 8                    |
| Эдис Матусевичюс | Метание копья | 79.40        | 21           | Завершил выступление | Завершил выступление |

Женщины
Беговые дисциплины
| Дисциплина        | Спортсмен           | Предварительный забег | Предварительный забег | Предварительный забег | Утешительный забег | Утешительный забег | Утешительный забег | Полуфиналы            | Полуфиналы            | Полуфиналы            | Финал                 | Финал                 |
| Дисциплина        | Спортсмен           | Забег                 | Время                 | Место                 | Забег              | Время              | Место              | Время                 | Место                 | Забег                 | Время                 | Место                 |
| ----------------- | ------------------- | --------------------- | --------------------- | --------------------- | ------------------ | ------------------ | ------------------ | --------------------- | --------------------- | --------------------- | --------------------- | --------------------- |
| бег на 800 метров | Габия Галвидите     | 4                     | 1:59.18               | 6                     | 1                  | 2:00.66            | 4                  | Завершила выступление | Завершила выступление | Завершила выступление | Завершила выступление | Завершила выступление |
| бег на 400 метров | Модеста Мораускайте | 1                     | 52.00                 | 8                     | 2                  | 51.33              | 4                  | Завершила выступление | Завершила выступление | Завершила выступление | Завершила выступление | Завершила выступление |

Технические дисциплины
| Спортсменка     | Дисциплина      | Полуфиналы | Полуфиналы | Финал                 | Финал                 |
| Спортсменка     | Дисциплина      | Результат  | Место      | Результат             | Место                 |
| --------------- | --------------- | ---------- | ---------- | --------------------- | --------------------- |
| Ева Гумбс       | Метание диска   | 60.37      | 22         | Завершила выступление | Завершила выступление |
| Айрине Пальшите | Прыжки в высоту | 1.88       | 15         | Завершила выступление | Завершила выступление |
| Ливета Ясюнайте | Метание копья   | 58.35      | 25         | Завершила выступление | Завершила выступление |
| Диана Загайнова | Тройной прыжок  | 12.86      | 30         | Завершила выступление | Завершила выступление |
| Довиле Килти    | Тройной прыжок  | 13.64      | 25         | Завершила выступление | Завершила выступление |

## Парусный спорт
Литва завоевала право выставить одну лодку результатам Чемпионата Европы в классах ILCA 6 и ILCA7 2024 года и одну лодку по результатам регаты «Последний шанс» 2024 года в Йере, Франция.
Гонки с выбыванием
| Спортсмен    | Дисциплина     | Гонка | Гонка | Гонка | Гонка | Гонка | Гонка | Гонка | Гонка | Гонка | Гонка | Гонка | Гонка | Гонка | Гонка | Гонка | Гонка         | Гонка         | Гонка         | Место |
| Спортсмен    | Дисциплина     | 1     | 2     | 3     | 4     | 5     | 6     | 7     | 8     | 9     | 10    | 11    | 12    | 13    | Сумма | Очки  | ЧФ            | ПФ            | Ф             | Место |
| ------------ | -------------- | ----- | ----- | ----- | ----- | ----- | ----- | ----- | ----- | ----- | ----- | ----- | ----- | ----- | ----- | ----- | ------------- | ------------- | ------------- | ----- |
| Ритис Ясюнас | Мужчины IQFoil | 16    | 19    | 20    | 12    | 21    | 12    | 4     | 14    | 2     | 20    | 17    | 12    | 17    | 185   | 144   | Не участвовал | Не участвовал | Не участвовал | 17    |

Медальные гонки
| Спортсмен          | Дисциплина     | Гонка | Гонка | Гонка | Гонка | Гонка | Гонка | Гонка | Гонка | Гонка | Гонка          | Гонка | Гонка | Место |
| Спортсмен          | Дисциплина     | 1     | 2     | 3     | 4     | 5     | 6     | 7     | 8     | 9     | M              | Сумма | Очки  | Место |
| ------------------ | -------------- | ----- | ----- | ----- | ----- | ----- | ----- | ----- | ----- | ----- | -------------- | ----- | ----- | ----- |
| Виктория Андрулите | Женщины ILCA 6 | 40.2  | 5     | 36    | 26    | 32    | 33    | 31    | 27    | 6     | Не участвовала | 236.2 | 196   | 31    |

## Плавание
Литовские пловцы выполнили требования для участия в нижеследующих дисциплинах плавательного турнира Олимпиады (максимум два пловца, выполнивших Олимпийский квалификационный норматив (OST) или, возможно, Олимпийский рассматриваемый норматив (OCT)). 
Мужчины
| Спортсмен                                                     | Дисциплина              | Заплывы | Заплывы | Полуфиналы           | Полуфиналы           | Финал                 | Финал                 |
| Спортсмен                                                     | Дисциплина              | Время   | Место   | Время                | Место                | Время                 | Место                 |
| ------------------------------------------------------------- | ----------------------- | ------- | ------- | -------------------- | -------------------- | --------------------- | --------------------- |
| Данас Рапшис                                                  | 100 м вольный стиль     | 48.53   | 20      | Завершил выступления | Завершил выступления | Завершил выступления  | Завершил выступления  |
| Данас Рапшис                                                  | 200 м вольный стиль     | 1:45.91 | 2 Q SF  | 1:45.48              | 6 Q F                | 1:45.46               | 5                     |
| Данас Рапшис                                                  | 400 м вольный стиль     | 3:46.27 | 10      | —                    | —                    | Завершил выступления  | Завершил выступления  |
| Андрюс Шидлаускас                                             | 100 м брасс             | 1:00.29 | 20      | Завершил выступления | Завершил выступления | Завершил выступления  | Завершил выступления  |
| Алексас Савицкас                                              | 200 м брасс             | 2:11.53 | 19      | Завершил выступления | Завершил выступления | Завершил выступления  | Завершил выступления  |
| Данас Рапшис Томас Навиконис Томас Лукминас Андрюс Шидлаускас | 4 × 200 м вольный стиль | 7:16.61 | 15      | —                    | —                    | Завершили выступления | Завершили выступления |

Женщины
| Спортсмен           | Дисциплина  | Заплывы | Заплывы | Полуфиналы | Полуфиналы | Финал                 | Финал                 |
| Спортсмен           | Дисциплина  | Время   | Место   | Время      | Место      | Время                 | Место                 |
| ------------------- | ----------- | ------- | ------- | ---------- | ---------- | --------------------- | --------------------- |
| Рута Мейлутите      | 100 м брасс | 1:06.34 | 10 Q SF | 1:06.89    | 11         | Завершила выступления | Завершила выступления |
| Котрина Тетеревкова | 100 м брасс | 1:06.76 | 15 Q SF | 1:07.48    | 16         | Завершила выступления | Завершила выступления |
| Котрина Тетеревкова | 200 м брасс | 2:24.59 | 10 Q SF | 2:23.42    | 7 Q F      | 2:23.75               | 5                     |

## Современное пятиборье
Литва завоевала одно место в женский олимпийский турнир по современному пятиборью на Европейских играх 2023 года в Кракове, Польша.
| Спортсмен             | Дисциплина     | Полуфинал                     | Полуфинал                     | Полуфинал                     | Полуфинал                     | Полуфинал                      | Полуфинал                      | Полуфинал                      | Полуфинал             | Полуфинал             | Полуфинал             | Полуфинал                                           | Полуфинал                                           | Полуфинал                                           | Полуфинал | Полуфинал | Финал                         | Финал                         | Финал                         | Финал                         | Финал                          | Финал                          | Финал                          | Финал                 | Финал                 | Финал                 | Финал                                               | Финал                                               | Финал                                               | Финал | Финал |
| Спортсмен             | Дисциплина     | Фехтование (шпага до 1 укола) | Фехтование (шпага до 1 укола) | Фехтование (шпага до 1 укола) | Фехтование (шпага до 1 укола) | Плавание (200 м вольный стиль) | Плавание (200 м вольный стиль) | Плавание (200 м вольный стиль) | Конный спорт (конкур) | Конный спорт (конкур) | Конный спорт (конкур) | Комбинация: стрельба и бег (10 м пистолет)/(3200 м) | Комбинация: стрельба и бег (10 м пистолет)/(3200 м) | Комбинация: стрельба и бег (10 м пистолет)/(3200 м) | Сумма     | Место     | Фехтование (шпага до 1 укола) | Фехтование (шпага до 1 укола) | Фехтование (шпага до 1 укола) | Фехтование (шпага до 1 укола) | Плавание (200 м вольный стиль) | Плавание (200 м вольный стиль) | Плавание (200 м вольный стиль) | Конный спорт (конкур) | Конный спорт (конкур) | Конный спорт (конкур) | Комбинация: стрельба и бег (10 м пистолет)/(3200 м) | Комбинация: стрельба и бег (10 м пистолет)/(3200 м) | Комбинация: стрельба и бег (10 м пистолет)/(3200 м) | Сумма | Место |
| Спортсмен             | Дисциплина     | ОР                            | БР                            | Место                         | Очки                          | Время                          | Место                          | Очки                           | Штрафные очки         | Место                 | Очки                  | Время                                               | Место                                               | Очки                                                | Сумма     | Место     | ОР                            | БР                            | Место                         | Очки                          | Время                          | Место                          | Очки                           | Штрафные очки         | Место                 | Очки                  | Время                                               | Место                                               | Очки                                                | Сумма | Место |
| --------------------- | -------------- | ----------------------------- | ----------------------------- | ----------------------------- | ----------------------------- | ------------------------------ | ------------------------------ | ------------------------------ | --------------------- | --------------------- | --------------------- | --------------------------------------------------- | --------------------------------------------------- | --------------------------------------------------- | --------- | --------- | ----------------------------- | ----------------------------- | ----------------------------- | ----------------------------- | ------------------------------ | ------------------------------ | ------------------------------ | --------------------- | --------------------- | --------------------- | --------------------------------------------------- | --------------------------------------------------- | --------------------------------------------------- | ----- | ----- |
| Лаура Асадаускайте    | Женский турнир | 16-19                         | 0                             | 14                            | 205                           | 2:23.71                        | 15                             | 263                            | 9                     | 10                    | 291                   | 11:10.90                                            | 1                                                   | 630                                                 | 1389      | 9 Q F     | 16-19                         | 2                             | 14                            | 207                           | 2:24.52                        | 17                             | 261                            | 7                     | 13                    | 293                   | 11:32.07                                            | 13                                                  | 608                                                 | 1369  | 16    |
| Гинтаре Венчкаускайте | Женский турнир | 16-19                         | 0                             | 10                            | 205                           | 2:19.15                        | 11                             | 272                            | 0                     | 1                     | 300                   | 11:25.30                                            | 4                                                   | 615                                                 | 1392      | 6 Q F     | 16-19                         | 0                             | 16                            | 205                           | 2:18.16                        | 12                             | 274                            | 0                     | 2                     | 300                   | 11:00.31                                            | 4                                                   | 640                                                 | 1419  | 7     |